# Merzenhausen
Merzenhausen ist ein Stadtteil von Jülich im Kreis Düren, Bundesland Nordrhein-Westfalen mit knapp 400 Einwohner. Die ursprünglich selbstständige Gemeinde wurde im Jahr 1972 nach Jülich eingemeindet.

## Geschichte

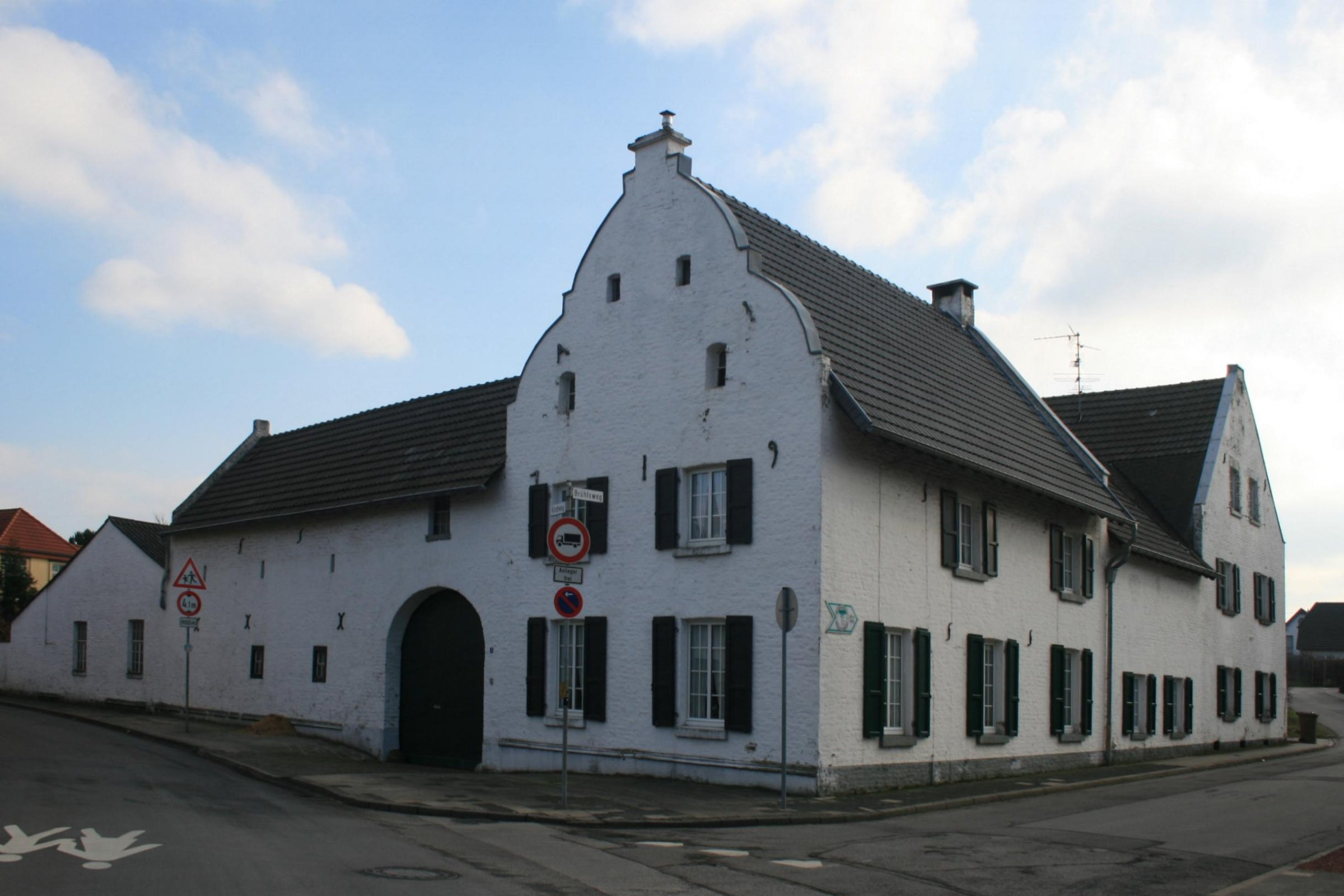
Denkmalgeschützter Gutshof Kirchweg 4, erbaut in der ersten Hälfte des 18. Jahrhunderts

Das Dorf wird erstmals 1307 urkundlich erwähnt. Seinen Namen verdankt Merzenhausen der Lage am Merzbach. Eine adlige Familie von Merzenhausen wird im 14. Jahrhundert mehrfach erwähnt. Seit Jahrhunderten gehört der Ort zur Pfarrgemeinde St. Martinus Barmen.

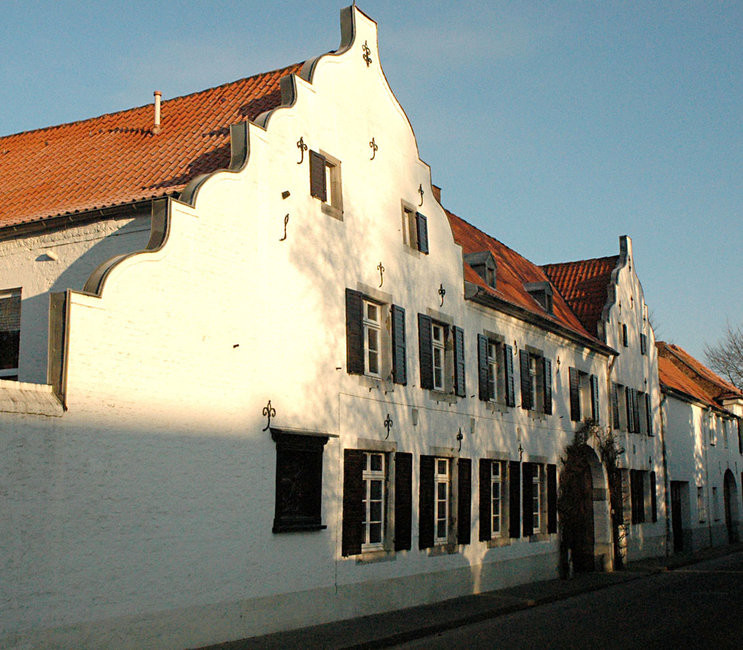
Hubertushof, Jülich-Merzenhausen

Merzenhausen ist ein Straßendorf. Das Erscheinungsbild der heutigen Prämienstraße (bis zur kommunalen Neugliederung Hauptstraße) wird durch Hofanlagen der Renaissance, des Barocks und des Historismus bestimmt. Acht dieser Gebäude stehen unter Denkmalschutz. Ältestes Bauwerk des Dorfes ist der Hubertushof, ein vierflügeliger Gutshof im Stil der Renaissance aus der Zeit um 1600. Weitere Informationen zu den Baudenkmälern in Merzenhausen sind in der Liste der Baudenkmäler in Jülich zusammengefasst.

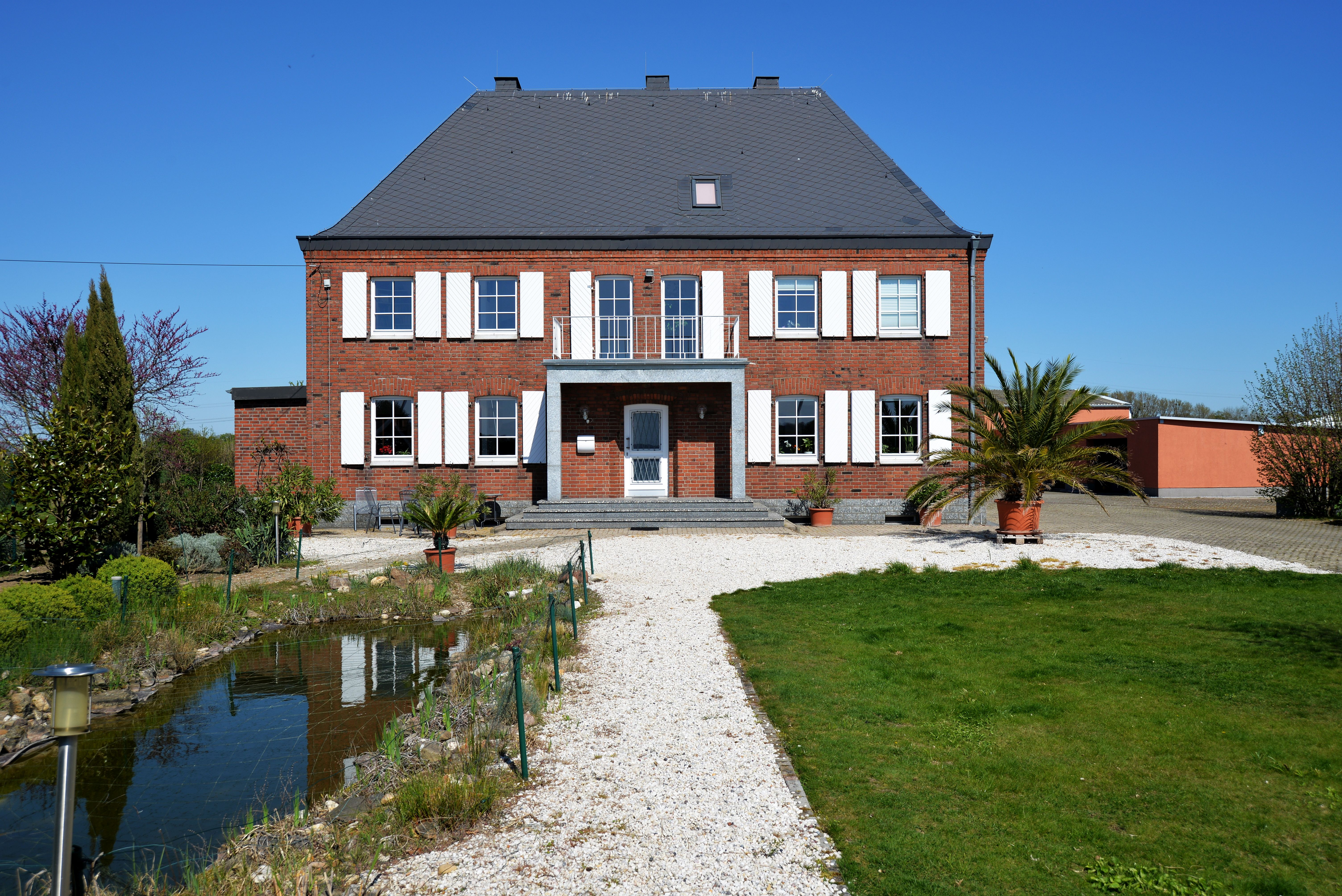
Haus Brühl in Merzenhausen (Architekt Ernst Walther)

Das bedeutendste Bauwerk der Zeit nach dem Zweiten Weltkrieg in Merzenhausen ist Haus Brühl, rund 400 Meter südöstlich vom Dorf in der Feldflur „Brühlsfeld“ gelegen. Die Villa im Stil der Heimatschutzarchitektur hat der Jülicher Kreis- und Stadtbaumeister Ernst Walther (1917–2010) in den Jahren 1948 und 1949 im Auftrag des niederländischen Kaufmanns Cornelius Hubert Coenen (1894–1984) erbaut.
Am 1. Januar 1972 wurde Merzenhausen in die Stadt Jülich eingegliedert.

## Burg
Die Burg Merzenhausen ist nicht erhalten. Ihr Standort ist unbekannt. Vermutlich befand sie sich am Nordostrand des Dorfes in der Nähe des Merzbaches.

## Vereine
Merzenhausen besitzt vier Vereine. Der älteste Verein ist die St. Hubertus-Schützengilde, die 1903 gegründet wurde. Daneben gibt es den Tischtennisverein (TTC 48 Merzenhausen) und die IG Metzehuuse.

## Öffentlicher Personennahverkehr

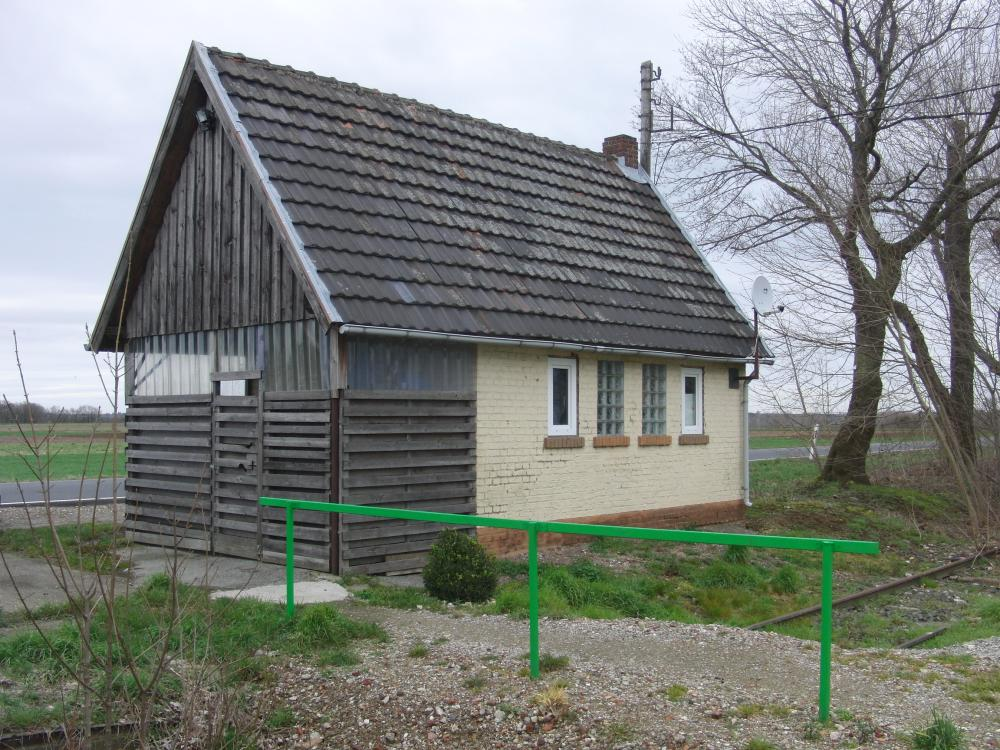
Bahnhofsgebäude Merzenhausen der Jülicher Kreisbahn im Jahr 2018

Der Bahnhof der Jülicher Kreisbahn, die 1908 bis 1912 zwischen Jülich und Puffendorf mit einer Gesamtstrecke von 15,22 Kilometern ausgebaut wurde, wird seit der Einstellung des Personenverkehrs 1971 nicht mehr genutzt. Das kleine Unterstellhäuschen in Merzenhausen ist aber erhalten geblieben.
Rurtalbus stellt den öffentlichen Personennahverkehr mit den AVV-Buslinien 278, 279 (teilweise als Rufbus) und 281 sowie einem Anrufsammeltaxi sicher. Bis zum 31. Dezember 2019 wurde Merzenhausen mit der Linie 281 von der Dürener Kreisbahn und der Linie 279 vom BVR Busverkehr Rheinland bedient.
| Linie      | Verlauf |
| ---------- | --- |
| 278        | Linnich-SIG Combibloc – Linnich Rathaus – Rurdorf – (Welz – Ederen – Freialdenhoven) / Merzenhausen – Aldenhoven Markt – Gesamtschule |
| 279        | (Jülich Schulzentrum – Krankenhaus –) Jülich Bf/ZOB – Jülich Neues Rathaus – Walramplatz – Neubourheim – Koslar – Barmen – Merzenhausen – Ederen – Welz – (Floßdorf ←) Rurdorf – Linnich Rathaus – Linnich-SIG Combibloc                                                  |
| 281        | Jülich Bf/ZOB – Jülich Neues Rathaus – Walramplatz – Neubourheim – Koslar – Barmen – Merzenhausen – Ederen – Freialdenhoven – Aldenhoven |
| RufBus 279 | Rufbus: Jülich Bf/ZOB – Jülich Neues Rathaus – Walramplatz – Koslar – Barmen – Merzenhausen – Ederen – Welz – Rurdorf – Linnich-SIG Combibloc (Sa tagsüber) |
| AST        | AnrufSammelTaxi: Mo–Fr abends, Sa nachmittags/abends, So Jülich Bf/ZOB – Jülich Innenstadt – Koslar / Merzenhausen – Barmen – Floßdorf / Erzelbach / Boslar – Welz / Ederen / Rurdorf – Kofferen / Hottorf – Gereonsweiler – Gevenich / Kiffelberg – Glimbach – Körrenzig |

## Sonstiges
- Über die neu angelegte Landstraße 14 besteht eine direkte Verbindung zur Bundesautobahn 44 Anschlußstelle Jülich-West.
- Das „Institut für Chemie und Dynamik der Geosphäre – Agrosphäre (ICG-IV)“ des Forschungszentrum Jülich betrieb bei Merzenhausen einen 7,5 Hektar großen Feldversuchsstandort zur Durchführung realitätsnaher Freilandstandorte. Das Projekt wurde im Sommer 2006 abgeschlossen.